# Яковица
Яковица (болг. Яковица) — село в Болгарии. Находится в Кырджалийской области, входит в общину Кирково. Население составляет 73 человека.

## Политическая ситуация
В местном кметстве Джерово, в состав которого входит Яковица, должность кмета (старосты) исполняет Иво Рафаилов Чакыров (Союз демократических сил (СДС)) по результатам выборов правления кметства.
Кмет (мэр) общины Кирково —  Шукран Кязим Идриз (Движение за права и свободы (ДПС)) по результатам выборов в правление общины.